# Abdellatif Miraoui
Abdellatif Miraoui, né le 13 janvier 1962 à Fkih Ben Salah, est docteur en sciences de l'ingénieur, professeur universitaire, et homme politique franco-marocain.
Il a été président de l'université Cadi Ayyad de Marrakech de mai 2011 à mai 2019. Il est président honoraire de l'Agence Universitaire de la Francophonie. Le 14 décembre 2020, il est nommé directeur de l'Institut national des sciences appliquées de Rennes.
Du 7 octobre 2021 au 23 octobre 2024, il a été ministre de l'Enseignement supérieur, de la Recherche scientifique et de l’Innovation du Maroc, au sein du gouvernement Akhannouch. Il a été remplacé par Azzedine El Midaoui à la suite d'un remaniement ministériel.

## Biographie
Abdellatif Miraoui est né le 13 janvier 1962 à Fkih Ben Salah au Maroc. Il fait l'ensemble de ses études supérieures en France. En 1992, il obtient son doctorat en sciences de l'ingénieur à l'université de Franche-Comté, qui traite de la machine à aimant permanent, technologie utilisée dans l'électrification des vélos notamment.
Il acquiert la nationalité française par naturalisation le 13 juillet 1993.

### Parcours académique
En 1999, il est habilité à diriger des recherches. De 2001 à 2009, il est directeur de la filière d’ingénieurs génie électrique de l'université de technologie de Belfort-Montbéliard. Il est aussi vice-président du conseil scientifique de cet établissement jusqu'en 2011, date à laquelle il est nommé président de l'Université Cadi Ayyad de Marrakech. En mai 2013 il est élu président de l'Agence Universitaire de la Francophonie lors de la 16e assemblée générale qui se tient à Sao Paulo. De décembre 2019 à décembre 2020, il a été directeur du Pôle Enseignement et Recherche (Energie et Informatique) de l'UTBM.
Ses travaux de recherches concernent les domaines suivants : les systèmes d'entraînement destinés aux véhicules électriques et hybrides, les piles à combustible, etc.
Il est auteur de plus de 300 publications scientifiques (revues, journaux et conférences internationales et nationales). Il a dirigé plus de 38 thèses de recherche. Selon Google Scholar, son h-index est de 49 au 17 octobre 2021 .
En décembre 2020, il est nommé directeur de l'Institut national des sciences appliquées de Rennes pour une durée de cinq ans. Il quitte ce poste moins d'un an après, en octobre 2021, quand il est nommé ministre de l'Enseignement supérieur, de la Recherche scientifique et de l’Innovation au Maroc.

### Parcours politique
Le 7 octobre 2021, il est nommé ministre de l'Enseignement supérieur, de la Recherche scientifique et de l’Innovation du Maroc, dans le gouvernement Akhannouch.
Son mandat est marqué par une importante grève des étudiants en médecine et pharmacie des facultés publiques, sur la durée des études et les indemnités versées aux étudiants stagiaires,.
Il a quitté ses fonctions le 23 octobre 2024 à la suite d'un remaniement ministériel, et a été remplacé par Azzedine El Midaoui.

## Nominations
- Membre de la Commission Spéciale sur le Modèle de Développement (Maroc) depuis 2019[10]
- Membre expert du Conseil Supérieur de l’Education, de la Formation et de la Recherche Scientifique (Maroc) de juillet 2014 à juillet 2019[11].
- Expert au ministère de l’enseignement supérieur et de la recherche de Roumanie ;
- Expert AERES (Agence d’évaluation de la recherche et de l’enseignement supérieur) ;
- Membre du Conseil national des universités (CNU) en France de 1994 à 2000 et de 2007 à 2011.
- Membre de l'Académie des sciences techniques de Roumanie (ASTR)

## Distinctions
- Docteur honoris causa de l'université de Cluj en Roumanie[12] ;
- Professeur honoraire de l'université Transilvania (Brașov)- Roumanie ;
- Chevalier de l’ordre des Palmes académiques (France) ;
- Senior Member de la société savante américaine IEEE (États-Unis).
- Professeur honoraire de la Northwestern Polytechnical University (en) de Xi'an - Chine
- Docteur honoris causa de l'université de Pitești en Roumanie
- Docteur honoris causa  de l'université des Sciences Agronomiques et de Médecine Vétérinaire de Bucarest-Roumanie

## Publications

### Ouvrages collectifs
- 2007 : Piles à combustible: Principe, modélisation et applications avec exercices et problèmes corrigés avec Benjamin Blunier, Technosup,  (ISBN 978-2729831073). Premier livre pédagogique francophone sur la pile à combustible.
- 2009 : 20 questions sur la Pile à combustible avec Benjamin Blunier, Technip-Éditions  (ISBN 978-2710809241)
- 2011 : Modélisation de Piles à Combustible à Membrane échangeuse de Protons : Physique, Méthodes et Exemples avec Fei Gao et Benjamin Blunier, Hermes Science Publishing  (ISBN 978-2746231368)
- 2012 : Proton Exchange Membrane Fuel Cells Modeling avec Fei Gao et Benjamin Blunier, Wiley- ISTE, 1re édition  (ISBN 978-1848213395)